# Resolutie 1475 Veiligheidsraad Verenigde Naties
Resolutie 1475 van de Veiligheidsraad van de Verenigde Naties werd door de vijftien leden van de Veiligheidsraad unaniem aangenomen op 14 april 2003.

## Achtergrond
Het eiland Cyprus, ten zuiden van Turkije, wordt bewoond door een Griekse meerderheid en een kleinere Turkse minderheid.
Na de onafhankelijkheid van het Verenigd Koninkrijk kwam het tot spanningen en uiteindelijk geweld tussen de twee groepen. Britse troepen kwamen tussenbeide en scheidden de groepen in de hoofdstad Nicosia. Die scheidingslijn deelde uiteindelijk het gehele eiland in tweeën. In 1974 pleegde een Griekse junta een staatsgreep waarna Turkije het land binnenviel en de junta weer viel. In 1983 werd met Turkse steun Noord-Cyprus gesticht dat evenwel enkel door Turkije erkend werd.
In 1999 begonnen onder leiding van de Verenigde Naties opnieuw onderhandelingen. Basis van die onderhandelingen was een plan van VN-secretaris-generaal Kofi Annan dat voorzag in de hereniging van Noord- en Zuid-Cyprus.

## Inhoud
De Veiligheidsraad:
- Bevestigt alle resoluties over Cyprus, resolutie 1250 in het bijzonder.
- Herhaalt zijn wens om een allesomvattend akkoord te bereiken.
- Verwelkomt het rapport van de secretaris-generaal van 1 april over zijn missie naar Cyprus.

1. Eert de inspanningen van de secretaris-generaal en zijn team sinds 1999.
2. Eert ook het initiatief van de secretaris-generaal van een omvangrijk akkoord dat probeerde de kloof tussen de partijen te overbruggen.
3. Betreurt de tegenkanting van de Turks-Cypriotische leider, en dat de Turkse- en Griekse Cyprioten niet zelf over een plan kunnen beslissen, waardoor een akkoord voor 16 april onmogelijk is.
4. Steunt het plan van de secretaris-generaal ten volle.
5. Benadrukt zijn volle steun voor de missie van de secretaris-generaal en vraagt hem beschikbaar te blijven voor Cyprus.
6. Besluit om actief op de hoogte te blijven.

## Verwante resoluties
- Resolutie 1416 Veiligheidsraad Verenigde Naties (2002)
- Resolutie 1442 Veiligheidsraad Verenigde Naties (2002)
- Resolutie 1486 Veiligheidsraad Verenigde Naties
- Resolutie 1517 Veiligheidsraad Verenigde Naties

Lijst ·  1455 ·  1456 ·  1457 ·  1458 ·  1459 ·  1460 ·  1461 ·  1462 ·  1463 ·  1464 ·  1465 ·  1466 ·  1467 ·  1468 ·  1469 ·  1470 ·  1471 ·  1472 ·  1473 ·  1474 ·  1475 ·  1476 ·  1477 ·  1478 ·  1479 ·  1480 ·  1481 ·  1482 ·  1483 ·  1484 ·  1485 ·  1486 ·  1487 ·  1488 ·  1489 ·  1490 ·  1491 ·  1492 ·  1493 ·  1494 ·  1495 ·  1496 ·  1497 ·  1498 ·  1499 ·  1500 ·  1501 ·  1502 ·  1503 ·  1504 ·  1505 ·  1506 ·  1507 ·  1508 ·  1509 ·  1510 ·  1511 ·  1512 ·  1513 ·  1514 ·  1515 ·  1516 ·  1517 ·  1518 ·  1519 ·  1520 ·  1521